# 烏拉沙尼夫卡 (舍佩蒂夫卡區)
50°20′21″N 26°52′23″E / 50.33917°N 26.87306°E

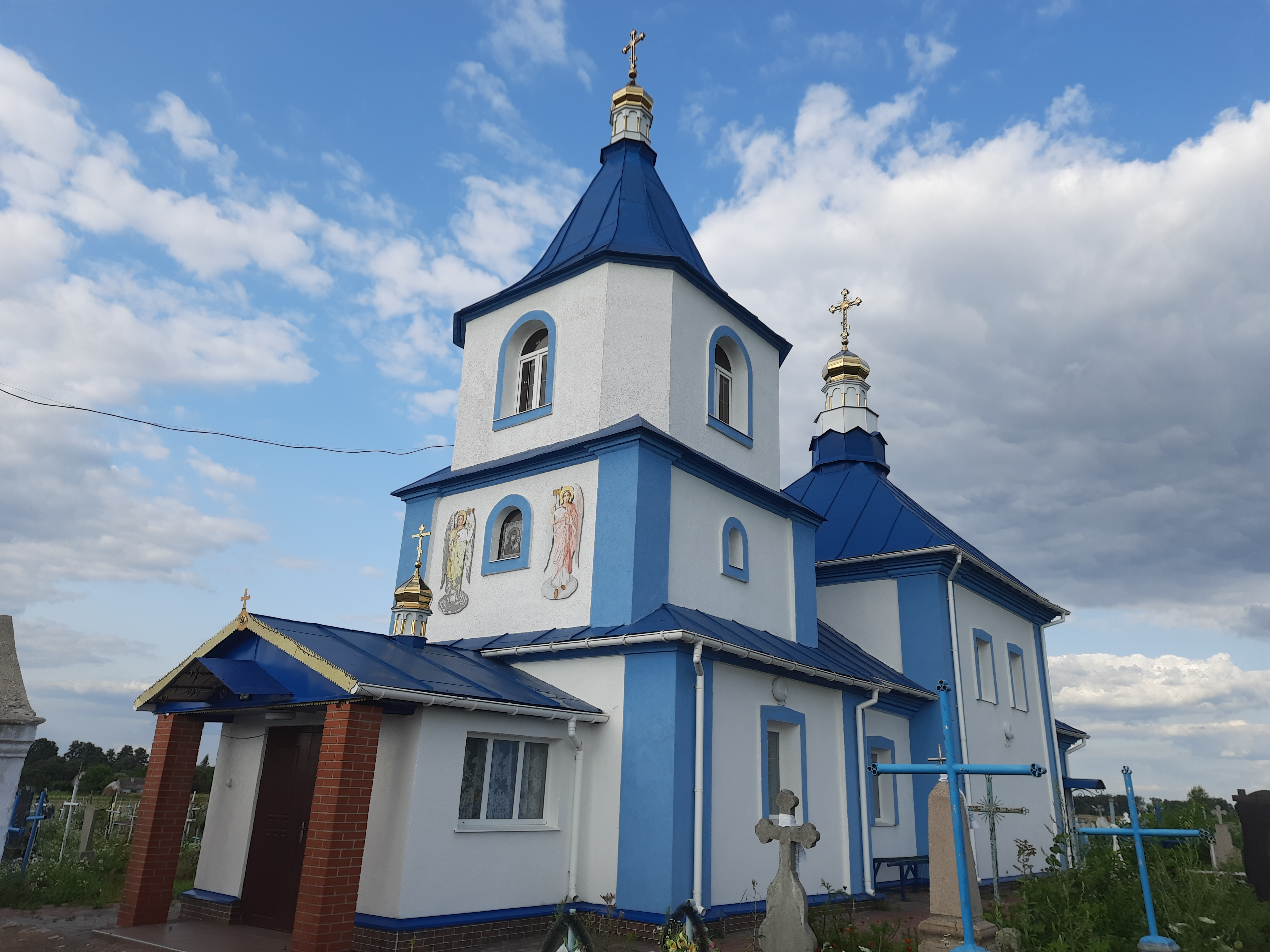
教堂

烏拉沙尼夫卡（羅馬化：Ulashanivka），是烏克蘭西部赫梅利尼茨基州舍佩蒂夫卡區乌拉沙尼夫卡市镇内的村莊及該市鎮之行政中心。始建於1602年，面積2.96平方公里，海拔高度216米，2001年人口1,447，人口密度每平方公里488.9人。